# Hirasa plagiochorda
Hirasa plagiochorda är en fjärilsart som beskrevs av Louis Beethoven Prout 1927. Hirasa plagiochorda ingår i släktet Hirasa och familjen mätare. Inga underarter finns listade i Catalogue of Life.